# Pauline Trigère

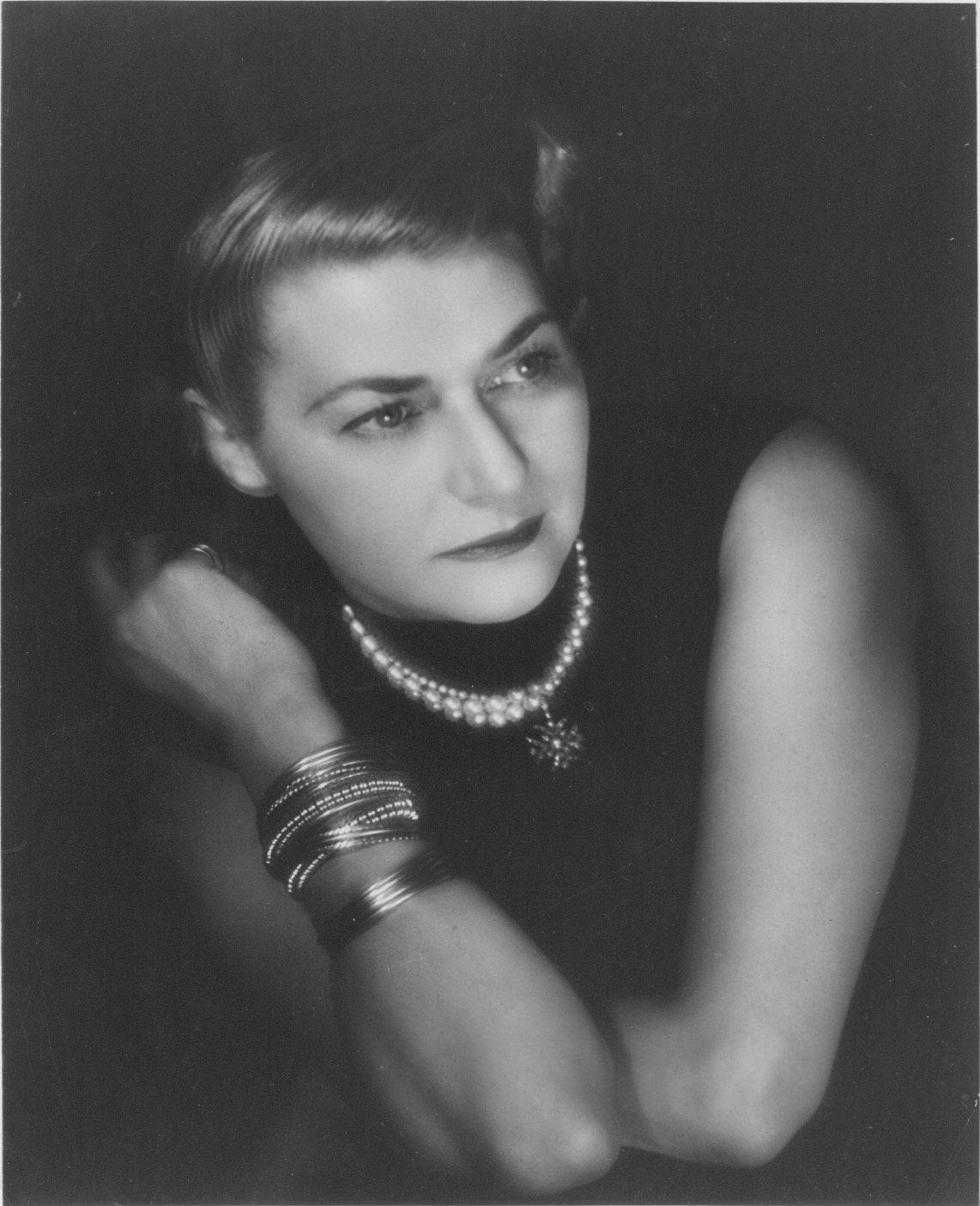
Pauline Trigere

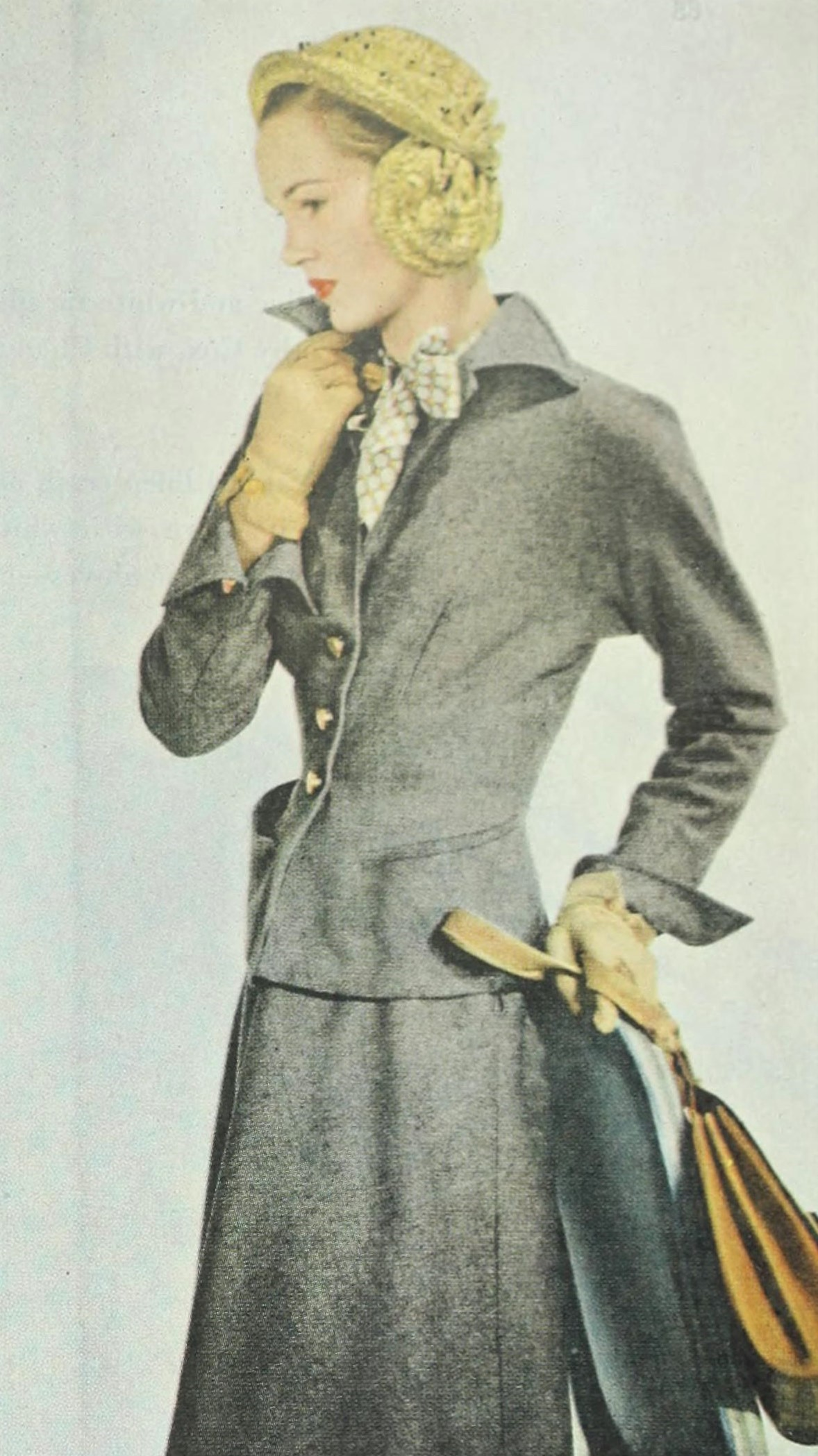
Kostüm von Pauline Trigère, Hut von Hattie Carnegie, 1948

Pauline Trigère (* 4. November 1908 in Paris; † 13. Februar 2002 in New York) war eine in Frankreich geborene und ausgebildete US-amerikanische Modedesignerin und Kostümbildnerin mit Atelier und Ladengeschäft auf der Seventh Avenue, New York. Wegen des Nationalsozialismus verließ sie Frankreich. Ihre Arbeit erreichte in den 1950er und 1960er Jahren ihren Höhepunkt. Sie erfand die Prêt-à-porter-Mode neu, indem sie Form und Funktion mit kräftigen Drucken und architektonischen Silhouetten kombinierte und schuf so eine ausgesprochen moderne weibliche Ästhetik. Trigère war 1961 die erste bedeutende Designerin, die ein afroamerikanisches Model, Beverly Valdes, fest anstellte. Zu ihren treuen Kunden gehörten Grace Kelly, Jacqueline Kennedy Onassis, Elizabeth Taylor und Evelyn Lauder.

## Leben
Trigère war die Tochter russisch-jüdischer Eltern, Alexandre und Cecile Trigère, die das Schneiderhandwerk ausübten. Im Alter von zehn Jahren war Trigère eine ausgebildete Näherin, die ihrer Mutter oft beim Ändern der Modelle half. Ihr erstes Kleid entwarf sie in ihren frühen Teenagerjahren. In diesem Alter interessierte sie sich jedoch mehr für Medizin als für Mode. Nach ihrem Abschluss am Collège Victor Hugo in Issy-les-Moulineaux im Alter von fünfzehn Jahren machte Trigère eine Schneiderlehre bei Martial & Armand in der Place Vendôme, Paris. Dort verfeinerte sie ihre Expertise in Entwurf und Zuschnitt und lernte 1929 ihren späteren Ehemann Lazar Radley kennen.
Trigère wurde zu Beginn ihrer Karriere als Innovatorin für Schnitt-Konstruktion anerkannt und brachte Frauen jeden Alters auf der ganzen Welt Neuheiten wie den Overall, den ärmellosen Mantel, das Wendecape und das bestickte, transparente Mieder näher.
Aufgrund des Nationalsozialismus verließ das Paar 1936 Europa mit dem Ziel Argentinien und machte in New York City einen Zwischenhalt. Trigère hatte nicht geplant, in den Vereinigten Staaten zu bleiben, geschweige denn ein eigenes Unternehmen zu gründen, als sie am 24. Dezember 1936 in Manhattan ankam. In einem Interview von 1984 sagte sie über diese Zeit in ihrem Leben: „Ich war wirklich eine kleine Hausfrau mit zwei kleinen Kindern und ich hatten einen Ehemann, der wirklich nicht wollte, dass seine Frau arbeitet.“ Ihrer Designerkollegin Adele Simpson überzeugte sie davon, in den Vereinigten Staaten zu bleiben. Trigère fand zunächst Arbeit bei Ben Gershal und später bei Travis Banton bei Hattie Carnegie. Nach dem Angriff auf Pearl Harbor im Jahr 1941 verließ Trigère Carnegie. Mit Hilfe ihres Bruders Robert (sie und ihr Ehemann ließen sich kurz zuvor scheiden) brachte sie im Januar 1942 ihre erste Kollektion mit elf Kleidern heraus.

### Coty Awards
Im Jahr 1949 gewann sie den ersten ihrer drei Coty Awards, als sie sich von maßgeschneiderten Kleidern, Anzügen und Mänteln zu Pret-a-porter-Mode weiterentwickelt hatte. Der Coty wurde beiläufig als "Mode-Oscar" bezeichnet, weil er einst eine große Bedeutung in der Modebranche hatte und die Preisverleihungen glanzvolle Galas waren. Die Coty American Fashion Critics’ Awards (verliehen 1943–1984) wurden 1942 von der Kosmetik- und Parfümfirma Coty, Inc. ins Leben gerufen, um amerikanische Mode zu fördern, zu feiern und das Design während des Zweiten Weltkriegs zu fördern.
Trigère war die erste bedeutende Designerin, die ein afroamerikanisches Model anstellte, als sie 1961 Beverly Valdes für eine Festanstellung in ihrem Geschäft engagierte. Als Reaktion darauf drohte ein großer Einzelhändler in Memphis, die Geschäftsbeziehung zu beenden. Als Trigère das Modell nicht entließ, gab der rassistische Einzelhändler nach und kaufte weiterhin ihre Mode.

### Arbeitsstil
Wie Chanel und Lanvin skizzierte Trigère ihre Entwürfe nicht, sondern drapierte direkt am Model oder an der Schneiderpuppe. Obwohl sie als "Designerin klassischer, schnörkelloser Konfektionsware" galt, war Trigères Arbeit in vielerlei Hinsicht innovativ. In den 1940er Jahren war Trigère eine der ersten Designerinnen, die gewöhnliche Stoffe wie Baumwolle und Wolle für Abendgarderobe verwendete. Obwohl ihre Farbpalette eher zurückhaltend war, experimentierte Trigère später in ihrer Karriere mit Drucken und fügte ihren Kleidern, Capes und Mänteln einzigartige Akzente wie Pelzbesätze und Strass hinzu. Ihre charakteristische Schildkröte tauchte in vielen ihrer bedruckten Stoffe auf. In den 1960er Jahren führte sie den Jumpsuit als modischen Anker ein und entwarf 1967 den ersten Strass-BH. Die Autorin der Los Angeles Times, Bettijane Levine, beschrieb den Glamour von Trigères Modellen wie folgt. Sie scheinen sogar denen, die in den Outfits anderer Designer nicht souverän wirken, Statur oder Bühnenpräsenz zu verleihen. Aufgrund ihrer architektonischen Silhouetten und der Art der Schnittführung lassen sie selbst durchschnittlich große Frauen statuenhaft erscheinen.
Sie entwarf auch Schals, Schmuck und Herrenkrawatten und entwickelte eine Parfümlinie namens Trigère. In der McCalls New York Designer-Kollektion von Schnittmustern zum Nachnähen für Frauen war sie in den 1960er Jahren vertreten.
1994 nahm sie nicht mehr an Modewochen teil, schloss ihren Betrieb und zog von ihrem Laden in der Seventh Avenue in einen kleineren Raum im Fashion District um. Dort gründete sie P.T. Concepts, eine Firma, die ihr Schals und Schmuck vertrieb.
Trigères Mode wurde von vielen bekannten Frauen getragen, darunter Beverly Sills, Lena Horne, Angela Lansbury, Bette Davis und Wallis Simpson. Trigère entwarf auch viele Kostüme für die Schauspielerin Patricia Neal für den Film Frühstück bei Tiffany.

### Umsatz
1958 erreichte der Jahresumsatz bei Trigère, Inc. über 2 Millionen US-Dollar, Mitte der 1980er-Jahre überstieg er 6 Millionen US-Dollar.

### Auszeichnungen
- 1992 feierte Trigère ihr 50-jähriges Modejubiläum mit einer Benefiz-Modenschau und einem Dinner für 600 Gäste im Fashion Institute of Technology in Manhattan.
- 1993 erhielt Trigère den Lifetime Achievement Award des Council of Fashion Designers of America.
- 2001 wurde ihr der Orden der Ehrenlegion verliehen.
- Seit 2021 leitet Kreativdirektor Franklin Benjamin Elman das Design der Trigère-Kollektion.

### Nachlass
Die Nachlässe von Trigère befinden sich im Besitz der Brandeis University Archives & Special Collections. Mehr als dreißig Trigère-Kleider und -Ensembles sind in den Designer-Archiven des Kent State University Museum untergebracht.